# AmigaOne

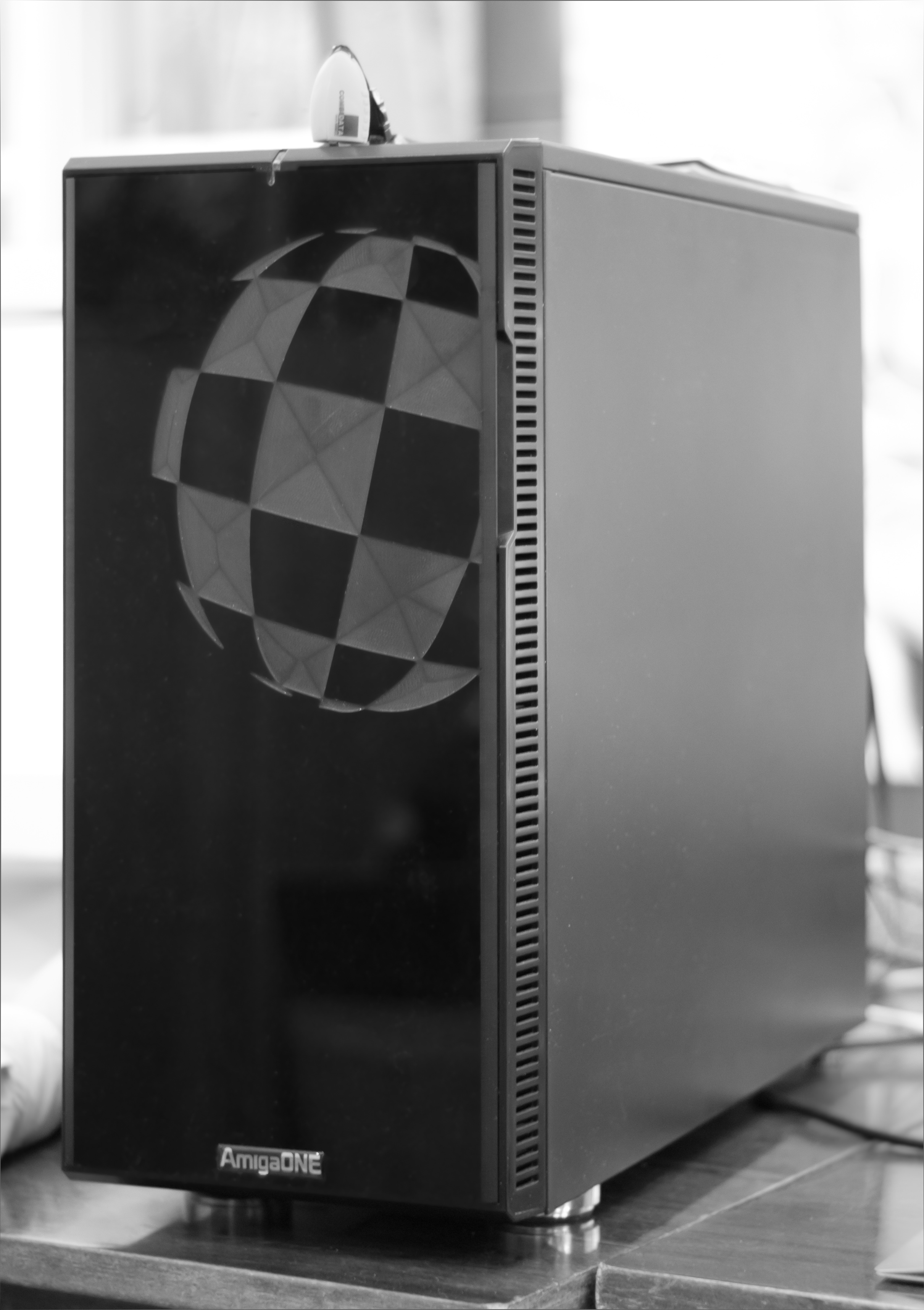
AmigaOne X1000

Der AmigaOne ist ein Versuch, einen offiziellen Nachfolger der Amiga-Computerserie zu schaffen. Die Geräte wurden von 2002 bis 2005 hergestellt. Die Firma A-EON Technologie entwickelte 2011 den Nachfolger AmigaOne X1000. Im Gegensatz zu früheren Amiga-Computern, welche m68k-Prozessoren nutzten, kamen in den AmigaOne-Rechnern PowerPC-CPUs zum Einsatz, welche von 1996 bis 2005 auch in den Power-Macintosh-Modellen von Apple eingesetzt wurden.

## Geschichte
Die britische Firma Eyetech ließ etwa 10 Jahre nach den letzten 68k-Amiga-Modellen, die noch unter der Leitung von Commodore entwickelt worden waren, nach eigenen Spezifikationen neue Mainboards auf Basis der „Teron“-Architektur entwickeln. Das ursprüngliche Teron-Design von Mai Logic basierte auf einem Design für ein vollständiges CHRP-Referenzboard, das IBM im Jahr 2000 freigab. Das zugehörige Betriebssystem AmigaOS 4, welches nativ auf der PowerPC-Plattform lief und, bis auf einen neuen Kernel, auf Commodores Amiga OS 3.1 basierte, wurde von der belgischen Firma Hyperion entwickelt. Mehrere Exemplare befinden sich bereits in den Händen von AmigaOS-Betatestern.
Die ersten Modelle wurden mit Linux-Betriebssystemen ausgeliefert, da bis zur Fertigstellung der ersten Beta-Version von AmigaOS 4 fast ein Jahr verging. Obwohl von 2005 bis September keine kompatible Hardware auf dem Markt verfügbar war, wurde das Betriebssystem weiterentwickelt und im Oktober 2008 Version 4.1 für PPC-Mainboards der Baureihe Sam440 (seit 2012: Sam460) der Firma Acube Systems veröffentlicht. Des Weiteren sind der AmigaONE 500 sowie der AmigaONE X5000 verfügbar.
Der AmigaONE X5000 ist der neueste PowerPC-Computer, der von A-EON Technology entwickelt wurde. Das Modell hat ein neues Mainboard mit Codenamen „Cyrus Plus“, welches von der Firma Ultra Varisys speziell für den Betrieb mit AmigaOS entwickelt wurde und das Modell „Nemo “aus dem AmigaONE X1000 ersetzt. Es unterstützt aber auch eine Reihe anderer PowerPC-Betriebssysteme wie Ubuntu und Debian.
Seit 2017 wird ein neues Mainboard mit Modellname „Tabor“ (AmigaONE A1222 Plus) entwickelt und bereits 2018 erste Testexemplare an Betatester ausgeliefert. Probleme bei der Treiberentwicklung und finanzielle Schwierigkeiten beim Betriebssystementwickler Hyperion verzögerten das Projekt jedoch. Zum Jahreswechsel 2020 wurden einhundert Testpakete verkauft, deren Auslieferung sich aufgrund der Auswirkungen der Covid-19-Pandemie auf Chiphersteller in China jedoch stark verzögerte. Parallel konnten jedoch Probleme beim Audiotreiber behoben und eine schnellere Bootgeschwindigkeit erreicht werden. Außerdem wurde die Unterstützung von Mehrkernprozessoren implementiert.
Im Oktober 2021 wurde bekanntgegeben, dass bereits 7 Testexemplare an Entwickler von Amiga OS 4 ausgeliefert worden waren. Im Juli 2022 wurde bekanntgegeben, dass die Auslieferung sich aufgrund von Problemen in der Lieferkette weiter verzögere.
Seit dem März 2024 sind die Geräte in Luxemburg und wurden an die ersten Kunden ausgeliefert.

## Hardware

### 1. Generation
Zu den verfügbaren Mainboards von Eyetech zählten:
- AmigaOne SE (G3 CPU fest verlötet, 600 MHz, ATX); Dieses Modell wurde nur an Entwickler und Betatester verkauft
- AmigaOne XE (G3/G4 CPU austauschbar, 750Fx/745x 800 MHz – 1,3 GHz, ATX)
- AmigaOne XC (G3/G4 CPU austauschbar, noch nicht veröffentlicht, Micro-ATX)

Eyetech hatte jeweils unterschiedliche Grundkonfigurationen als Earlybird-Referenzsysteme im Angebot. Der fälschlich als „Micro AmigaOne“ bezeichnete µA1 von Eyetech (G3/G4 CPU austauschbar, 800 MHz – 1,3 GHz, Mini-ITX) gehört nicht in diese Reihe, da ihm die offizielle Lizenz für die Marke AmigaOne fehlt. AmigaOS 4 ist ebenfalls lauffähig auf PPC-Mainboards von ACube, die auch ein Komplettsystem unter dem Namen AmigaOne 500 anboten.
| Modell                | AmigaOne Starter                                                                   | AmigaOne Power                                                                                          |
| --------------------- | ---------------------------------------------------------------------------------- | --- |
| Veröffentlichung      | 2002                                                                               | 2003 |
| CPU                   | G3 750Fx (800 MHz) / G4 745x (800 MHz)                                             | G3 750Fx (800 MHz) / G4 745x (800 MHz)                                                                  |
| Mainboard             | AmigaOne XE                                                                        | AmigaOne XE                                                                                             |
| GPU                   | ATi Radeon 7000VE (32 MB)                                                          | ATi Radeon 7000VE (32 MB) oder besser                                                                   |
| RAM                   | 512 MB                                                                             | 512 MB                                                                                                  |
| Persistenter Speicher | 40 GB Festplatte                                                                   | 80 GB Festplatte                                                                                        |
| Sound                 | Creative Vibra 128                                                                 | Soundblaster Live 5.1                                                                                   |
| Laufwerke             | 52×-CD-ROM-Laufwerk 3,5-Zoll-Diskettenlaufwerk                                     | DVD-Laufwerk mit CD-RW-Brenner 3,5-Zoll-Diskettenlaufwerk                                               |
| Anschlüsse            | PS/2 USB 1.1 Ethernet                                                              | PS/2 USB 1.1 Ethernet                                                                                   |
| Gehäuse               | ATX-Midi-Tower mit 7 Laufwerksschächten                                            | ATX-Midi-Tower mit Plexiglas und 7 Laufwerksschächten                                                   |
| Betriebssystem        | Linux PPC UAE                                                                      | Linux PPC UAE                                                                                           |
| Sonstiges             | - PS2-Maus und -Tastatur - Installations-CDs - Angepasste U-Boot-Variante als BIOS | - PS2-Tastatur - Optische oder kabellose Maus - Installations-CDs - Angepasste U-Boot-Variante als BIOS |

### 2. Generation
| Modell                | AmigaOne 500              | AmigaONE X1000                               | AmigaONE X5000 |
| --------------------- | ------------------------- | -------------------------------------------- | --- |
| Veröffentlichung      | 2011                      | 2012                                         | 2016 |
| CPU                   | 460EX (1,1 oder 1,15 GHz) | PA6T (2 Kerne, 1,8 GHz)                      | PowerPC P5020 (2 Kerne, 2 GHz)                                                                                                 |
| Mainboard             | Sam460ex                  |                                              | |
| GPU                   |                           | ATI Radeon R700                              | Radeon HD R7 250X (2 GB) |
| RAM                   | 2 GB DDR2                 | 2 oder 4 GB DDR2                             | 4 GB DDR3-12800 |
| Persistenter Speicher | 500 GB Festplatte         | 500 GB Festplatte                            | 256 GB SSD |
| Sound                 | Envy24HT                  | 7.1-fähig                                    | CMI-Soundkarte |
| Laufwerke             | DVD-Brenner               | DVD-Brenner                                  | DVD-Brenner |
| Anschlüsse            | USB 2.0 Gigabit Ethernet  | 10× USB 2.0 Gigabit Ethernet                 | 8× USB 2.0 Gigabit Ethernet |
| Gehäuse               |                           | Eigenproduktion                              | Fractal Design 3300 mit X5000-Frontblende                                                                                      |
| Betriebssystem        | AmigaOS 4.1               | AmigaOS 4.1                                  | AmigaOS 4.1 |
| Sonstiges             | AmigaOne Maus             | „Xena“ 500 MHz XCore XS1-L2 124 Co-Prozessor | - 4-GB-Uboot-Micro-SD-Karte - OEM-Versionen von Enhancer Software Plus & PPaint - „Xena“ 500 MHz XCore XS1-L2 124 Co-Prozessor |

### 3. Generation
Veröffentlichte Spezifikationen des „Tabor“-Mainboards (A1222)
| Modell                | Basierend auf „Tabor“                                                                                |
| --------------------- | --- |
| Veröffentlichung      | 2024                                                                                                 |
| CPU                   | NXP QorIQ P1022(2 Kerne, 1,2 GHz)                                                                    |
| Mainboard             | AmigaONE A1222+                                                                                      |
| GPU                   | OnBoard (x16 PCIe) Unterstützung für Radeon RX Grafikkarten (HDMI 1.3, Basissystem 4GB Radeon Rx550) |
| RAM                   | bis zu 8 GB DDR3 SODIMM (Basissystem mit 4GB)                                                        |
| Persistenter Speicher | Micro SD card for ROM                                                                                |
| Sound                 | I2S Digital Audio                                                                                    |
| Laufwerke             | 2× SATA 2.6 (Basissystem 240GB SSD)                                                                  |
| Anschlüsse            | 2× External & 2× Internal USB port 1× RGMII Ethernet                                                 |
| Gehäuse               | |
| Betriebssystem        | Enhancer Software 2.3 (Basissystem V. 2.2)                                                           |
| Sonstiges             | GPIO für Userspace GPIOs + GPIO JTAG                                                                 |

## Software
Am 24. Dezember 2006 veröffentlichte Hyperion nach fünfjähriger Entwicklung (und mehreren Betaversionen) die finale Version 4.0 von AmigaOS; dem ersten AmigaOS, das keine 68k-Prozessoren mehr unterstützt, sondern ausschließlich auf IBMs PowerPC-Reihe läuft. Im August 2008 erschien die Version 4.1 des Betriebssystems. Seit 14. Januar 2010 ist die Version 4.1 für die SAM440ep-Modelle keine Beta-Version mehr, sondern wurde mit Update 1 eine Vollversion.
Im November 2016 war AmigaOS 4.1 Final Edition das aktuelle Betriebssystem, welches alle bis dato erschienenen Updates sowie neue Funktionen enthielt. Weitere Aktualisierungen werden über die OnLine-Updatefunktion von AmigaOS 4.1 Final Edition verteilt. Zudem existierte ein zusätzliches Erweiterungspaket mit der Bezeichnung „Enhancer Software“ von A-EON Technology, welches diverse Systembestandteile mit weiteren Funktionen versieht.
Am 23. Dezember 2020 wurde das Update 2 für AmigaOS 4.1 Final Edition herausgegeben. Neben einer neuen Kernel-Version enthielt es 6 neue Betriebssystem-Komponenten, darunter auch eine OS4.1 Version von DiskDoctor.